# Världscupen i alpin skidåkning 1996/1997
Världscupen i alpin skidåkning 1996/1997 startades 26 oktober 1996 i Sölden och avslutades 16 mars 1997 i Vail. Vinnare av totala världscupen blev Pernilla Wiberg, Sverige på damsidan och Luc Alphand, Frankrike på herrsidan.

## Tävlingskalender

### Herrar

#### Störtlopp
| Datum            | Ort                               | Etta                       | Tvåa                       | Trea                        |
| ---------------- | --------------------------------- | -------------------------- | -------------------------- | --------------------------- |
| 15 december 1996 | Val d’Isère (Frankrike)           | Fritz Strobl (Österrike)   | Werner Franz (Österrike)   | Patrick Ortlieb (Österrike) |
| 20 december 1996 | Val Gardena (Italien)             | Luc Alphand (Frankrike)    | Atle Skårdal (Norge)       | Kristian Ghedina (Italien)  |
| 21 december 1996 | Val Gardena (Italien)             | Kristian Ghedina (Italien) | Luc Alphand (Frankrike)    | Josef Strobl (Österrike)    |
| 29 december 1996 | Bormio (Italien)                  | Luc Alphand (Frankrike)    | William Besse (Schweiz)    | Kristian Ghedina (Italien)  |
| 11 januari 1997  | Chamonix (Frankrike)              | Kristian Ghedina (Italien) | Atle Skårdal (Norge)       | Werner Franz (Österrike)    |
| 18 januari 1997  | Wengen (Schweiz)                  | Kristian Ghedina (Italien) | Luc Alphand (Frankrike)    | Fritz Strobl (Österrike)    |
| 24 januari 1997  | Kitzbühel (Österrike)             | Luc Alphand (Frankrike)    | Werner Franz (Österrike)   | William Besse (Schweiz)     |
| 25 januari 1997  | Kitzbühel (Österrike)             | Fritz Strobl (Österrike)   | Werner Franz (Österrike)   | Luc Alphand (Frankrike)     |
| 22 februari 1997 | Garmisch-Partenkirchen (Tyskland) | Luc Alphand (Frankrike)    | Pietro Vitalini (Italien)  | Kristian Ghedina (Italien)  |
| 2 mars 1997      | Kvitfjell (Norge)                 | Lasse Kjus (Norge)         | Pietro Vitalini (Italien)  | Ed Podivinsky (Kanada)      |
| 12 mars 1997     | Vail (USA)                        | Fritz Strobl (Österrike)   | Kristian Ghedina (Italien) | Hannes Trinkl (Österrike)   |

#### Super-G
| Datum            | Ort                               | Etta                           | Tvåa                           | Trea                        |
| ---------------- | --------------------------------- | ------------------------------ | ------------------------------ | --------------------------- |
| 16 december 1996 | Val d’Isère (Frankrike)           | Hans Knauß (Österrike)         | Günther Mader (Österrike)      | Steve Locher (Schweiz)      |
| 29 januari 1997  | Laax (Schweiz)                    | Luc Alphand (Frankrike)        | Josef Strobl (Österrike)       | Peter Runggaldier (Italien) |
| 21 februari 1997 | Garmisch-Partenkirchen (Tyskland) | Luc Alphand (Frankrike)        | Hermann Maier (Österrike)      | Werner Perathoner (Italien) |
| 23 februari 1997 | Garmisch-Partenkirchen (Tyskland) | Hermann Maier (Österrike)      | Kristian Ghedina (Italien)     | Atle Skårdal (Norge)        |
| 2 mars 1997      | Kvitfjell (Norge)                 | Josef Strobl (Österrike)       | Andreas Schifferer (Österrike) | Lasse Kjus (Norge)          |
| 13 mars 1997     | Vail (USA)                        | Andreas Schifferer (Österrike) | Josef Strobl (Österrike)       | Kristian Ghedina (Italien)  |

#### Storslalom
| Datum            | Ort                       | Etta                           | Tvåa                             | Trea                           |
| ---------------- | ------------------------- | ------------------------------ | -------------------------------- | ------------------------------ |
| 27 oktober 1996  | Sölden (Österrike)        | Steve Locher (Schweiz)         | Michael von Grünigen (Schweiz)   | Kjetil André Aamodt (Norge)    |
| 25 november 1996 | Park City (USA)           | Josef Strobl (Österrike)       | Hans Knauß (Österrike)           | Michael von Grünigen (Schweiz) |
| 30 november 1996 | Breckenridge (USA)        | Fredrik Nyberg (Sverige)       | Urs Kälin (Schweiz)              | Hans Knauß (Österrike)         |
| 22 december 1996 | Alta Badia (Italien)      | Michael von Grünigen (Schweiz) | Steve Locher (Schweiz)           | Matteo Nana (Italien)          |
| 5 januari 1997   | Kranjska Gora (Slovenien) | Michael von Grünigen (Schweiz) | Siegfried Voglreiter (Österrike) | Kjetil André Aamodt (Norge)    |
| 14 januari 1997  | Adelboden (Schweiz)       | Kjetil André Aamodt (Norge)    | Michael von Grünigen (Schweiz)   | Andreas Schifferer (Österrike) |
| 8 mars 1997      | Shiga Kōgen (Japan)       | Michael von Grünigen (Schweiz) | Andreas Schifferer (Österrike)   | Paul Accola (Schweiz)          |
| 15 mars 1997     | Vail (USA)                | Michael von Grünigen (Schweiz) | Rainer Salzgeber (Österrike)     | Andreas Schifferer (Österrike) |

#### Slalom
| Datum            | Ort                            | Etta                             | Tvåa                             | Trea                             |
| ---------------- | ------------------------------ | -------------------------------- | -------------------------------- | -------------------------------- |
| 24 november 1996 | Park City (USA)                | Thomas Sykora (Österrike)        | Thomas Stangassinger (Österrike) | Kjetil André Aamodt (Norge)      |
| 1 december 1996  | Breckenridge (USA)             | Tom Stiansen (Norge)             | Thomas Sykora (Österrike)        | Thomas Stangassinger (Österrike) |
| 17 december 1996 | Madonna di Campiglio (Italien) | Thomas Sykora (Österrike)        | Alberto Tomba (Italien)          | Sébastien Amiez (Frankrike)      |
| 6 januari 1997   | Kranjska Gora (Slovenien)      | Thomas Sykora (Österrike)        | Sébastien Amiez (Frankrike)      | Thomas Stangassinger (Österrike) |
| 12 januari 1997  | Chamonix (Frankrike)           | Thomas Sykora (Österrike)        | Thomas Stangassinger (Österrike) | Martin Hansson (Sverige)         |
| 19 januari 1997  | Wengen (Frankrike)             | Thomas Sykora (Österrike)        | Thomas Stangassinger (Österrike) | Sébastien Amiez (Frankrike)      |
| 26 januari 1997  | Kitzbühel (Österrike)          | Mario Reiter (Österrike)         | Alberto Tomba (Italien)          | Finn Christian Jagge (Norge)     |
| 30 januari 1997  | Schladming (Österrike)         | Alberto Tomba (Italien)          | Thomas Stangassinger (Österrike) | Sébastien Amiez (Frankrike)      |
| 9 mars 1997      | Shiga Kōgen (Japan)            | Thomas Stangassinger (Österrike) | Finn Christian Jagge (Norge)     | Ole Kristian Furuseth (Norge)    |
| 15 mars 1997     | Vail (USA)                     | Finn Christian Jagge (Norge)     | Thomas Stangassinger (Österrike) | Alberto Tomba (Italien)          |

#### Alpin kombination
| Datum              | Ort                   | Etta                      | Tvåa                        | Trea                     |
| ------------------ | --------------------- | ------------------------- | --------------------------- | ------------------------ |
| 11-12 januari 1997 | Chamonix (Frankrike)  | Günther Mader (Österrike) | Kjetil André Aamodt (Norge) | Bruno Kernen (Schweiz)   |
| 25-26 januari 1997 | Kitzbühel (Österrike) | Lasse Kjus (Norge)        | Kjetil André Aamodt (Norge) | Werner Franz (Österrike) |

### Damer

#### Störtlopp
| Datum            | Ort                            | Etta                                                | Tvåa                                                  | Trea                          |
| ---------------- | ------------------------------ | --------------------------------------------------- | ----------------------------------------------------- | ----------------------------- |
| 30 november 1996 | Lake Louise (Kanada)           | Katja Seizinger (Tyskland)                          | Carole Montillet (Frankrike)                          | Pernilla Wiberg (Sverige)     |
| 7 december 1996  | Vail (USA)                     | Renate Götschl (Österrike)                          | Katja Seizinger (Tyskland)                            | Isolde Kostner (Italien)      |
| 11 januari 1997  | Bad Kleinkirchheim (Österrike) | Heidi Zurbriggen (Schweiz)                          | Hilde Gerg (Tyskland)                                 | Stefanie Schuster (Österrike) |
| 25 januari 1997  | Cortina d’Ampezzo (Italien)    | Isolde Kostner (Italien) Heidi Zurbriggen (Schweiz) |                                                       | Katja Seizinger (Tyskland)    |
| 1 februari 1997  | Laax (Schweiz)                 | Warwara Selenskaja (Ryssland)                       | Renate Götschl (Österrike) Heidi Zurbriggen (Schweiz) |                               |
| 28 februari 1997 | Happo One (Japan)              | Warwara Selenskaja (Ryssland)                       | Hilary Lindh (USA)                                    | Carole Montillet (Frankrike)  |
| 1 mars 1997      | Happo One (Japan)              | Warwara Selenskaja (Ryssland)                       | Pernilla Wiberg (Sverige)                             | Renate Götschl (Österrike)    |
| 12 mars 1997     | Vail (USA)                     | Pernilla Wiberg (Sverige)                           | Renate Götschl (Österrike) Katja Seizinger (Tyskland) |                               |

#### Super-G
| Datum           | Ort                            | Etta                            | Tvåa                      | Trea                          |
| --------------- | ------------------------------ | ------------------------------- | ------------------------- | ----------------------------- |
| 1 december 1996 | Lake Louise (Kanada)           | Pernilla Wiberg (Sverige)       | Hilde Gerg (Tyskland)     | Warwara Selenskaja (Ryssland) |
| 7 december 1996 | Vail (USA)                     | Swetlana Gladyschewa (Ryssland) | Pernilla Wiberg (Sverige) | Carole Montillet (Frankrike)  |
| 10 januari 1997 | Bad Kleinkirchheim (Österrike) | Pernilla Wiberg (Sverige)       | Isolde Kostner (Italien)  | Katja Seizinger (Tyskland)    |
| 24 januari 1997 | Cortina d’Ampezzo (Italien)    | Isolde Kostner (Italien)        | Pernilla Wiberg (Sverige) | Katja Seizinger (Tyskland)    |
| 8 mars 1997     | Mammoth Mountain (USA)         | Katja Seizinger (Tyskland)      | Hilde Gerg (Tyskland)     | Pernilla Wiberg (Sverige)     |
| 13 mars 1997    | Vail (USA)                     | Katja Seizinger (Tyskland)      | Hilde Gerg (Tyskland)     | Martina Ertl (Tyskland)       |

#### Storslalom
| Datum            | Ort                         | Etta                         | Tvåa                                                   | Trea                       |
| ---------------- | --------------------------- | ---------------------------- | ------------------------------------------------------ | -------------------------- |
| 26 oktober 1996  | Sölden (Österrike)          | Katja Seizinger (Tyskland)   | Deborah Compagnoni (Italien)                           | Hilde Gerg (Tyskland)      |
| 21 november 1996 | Park City (USA)             | Sabina Panzanini (Italien)   | Anita Wachter (Österrike)                              | Katja Seizinger (Tyskland) |
| 3 januari 1997   | Maribor (Slovenien)         | Sabina Panzanini (Italien)   | Deborah Compagnoni (Italien) Anita Wachter (Österrike) |                            |
| 17 januari 1997  | Zwiesel (Tyskland)          | Deborah Compagnoni (Italien) | Anita Wachter (Österrike)                              | Pernilla Wiberg (Sverige)  |
| 18 januari 1997  | Zwiesel (Tyskland)          | Deborah Compagnoni (Italien) | Anita Wachter (Österrike)                              | Katja Seizinger (Tyskland) |
| 26 januari 1997  | Cortina d’Ampezzo (Italien) | Deborah Compagnoni (Italien) | Katja Seizinger (Tyskland)                             | Sonja Nef (Schweiz)        |
| 15 mars 1997     | Vail (USA)                  | Deborah Compagnoni (Italien) | Katja Seizinger (Tyskland)                             | Karin Roten (Schweiz)      |

#### Slalom
| Datum            | Ort                     | Etta                                            | Tvåa                         | Trea                                               |
| ---------------- | ----------------------- | ----------------------------------------------- | ---------------------------- | -------------------------------------------------- |
| 23 november 1996 | Park City (USA)         | Claudia Riegler (Nya Zeeland)                   | Pernilla Wiberg (Sverige)    | Ingrid Salvenmoser (Österrike)                     |
| 22 december 1996 | Crans-Montana (Schweiz) | Claudia Riegler (Nya Zeeland)                   | Pernilla Wiberg (Sverige)    | Patricia Chauvet (Frankrike)                       |
| 28 december 1996 | Semmering (Österrike)   | Pernilla Wiberg (Sverige)                       | Deborah Compagnoni (Italien) | Anita Wachter (Österrike)                          |
| 29 december 1996 | Semmering (Österrike)   | Deborah Compagnoni (Italien)                    | Patricia Chauvet (Frankrike) | Claudia Riegler (Nya Zeeland)                      |
| 4 januari 1997   | Maribor (Slovenien)     | Pernilla Wiberg (Sverige)                       | Urška Hrovat (Slovenien)     | Lara Magoni (Italien)                              |
| 19 januari 1997  | Zwiesel (Tyskland)      | Pernilla Wiberg (Sverige)                       | Elfi Eder (Österrike)        | Deborah Compagnoni (Italien)                       |
| 2 februari 1997  | Laax (Schweiz)          | Claudia Riegler (Nya Zeeland)                   | Lara Magoni (Italien)        | Martina Accola (Schweiz) Pernilla Wiberg (Sverige) |
| 9 mars 1997      | Mammoth Mountain (USA)  | Pernilla Wiberg (Sverige)                       | Sabine Egger (Österrike)     | Lara Magoni (Italien)                              |
| 16 mars 1997     | Vail (USA)              | Lara Magoni (Italien) Pernilla Wiberg (Sverige) |                              | Katja Seizinger (Tyskland)                         |

#### Alpin kombination
| Datum             | Ort            | Etta                      | Tvåa                  | Trea                      |
| ----------------- | -------------- | ------------------------- | --------------------- | ------------------------- |
| 1-2 februari 1997 | Laax (Schweiz) | Pernilla Wiberg (Sverige) | Hilde Gerg (Tyskland) | Anita Wachter (Österrike) |

## Slutställning totala världscupen herrar
| Placering | Namn                 | Land      | Poäng |
| --------- | -------------------- | --------- | ----- |
| 1         | Luc Alphand          | Frankrike | 1130  |
| 2         | Kjetil André Aamodt  | Norge     | 1096  |
| 3         | Josef Strobl         | Österrike | 1021  |
| 4         | Kristian Ghedina     | Italien   | 990   |
| 5         | Michael von Grünigen | Schweiz   | 867   |
| 6         | Andreas Schifferer   | Österrike | 781   |
| 7         | Hans Knauss          | Österrike | 756   |
| 8         | Thomas Sykora        | Österrike | 697   |
| 9         | Thomas Stangassinger | Österrike | 670   |
| 10        | Werner Franz         | Österrike | 660   |

## Slutställning totala världscupen damer
| Placering | Namn               | Land      | Poäng |
| --------- | ------------------ | --------- | ----- |
| 1         | Pernilla Wiberg    | Sverige   | 1960  |
| 2         | Katja Seizinger    | Tyskland  | 1424  |
| 3         | Hilde Gerg         | Tyskland  | 1150  |
| 4         | Deborah Compagnoni | Italien   | 967   |
| 5         | Isolde Kostner     | Italien   | 833   |
| 6         | Heidi Zurbriggen   | Schweiz   | 785   |
| 7         | Anita Wachter      | Österrike | 741   |
| 8         | Renate Götschl     | Österrike | 647   |
| 9         | Martina Ertl-Renz  | Tyskland  | 620   |
| 10        | Warwara Zelenskaja | Ryssland  | 604   |